# 東和観光開発
東和観光開発株式会社（とうわかんこうかいはつ）は、山口県大島郡周防大島町に本社を置く、日本のホテル運営事業者。戸田建設の100％子会社。

## 概要
旧建設省が提唱したCCZ計画、海浜及び地域の特性を生かした快適な海浜空間を整備するために策定されたプロジェクトに基づき、「地域住民が海と親しみ、集い憩える場を創出するため、地域の特性を十分活かしつつ所管公共施設の整備を総合的・計画的に実施する」ための中核施設として、山口県大島郡周防大島町にホテルを建設し運営を開始したことに始まる。
2020年3月1日に「ホテル リヴェルト京都鴨川」の運営を開始した。
2023年5月27日にはアグリサイエンスバレー常総の中核施設である、スターバックスやHonda ASV-Lab.（本田技術研究所）、茨城県の食材を使ったジェラートショップなど5店舗が入居する「TSUTAYA BOOKSTORE 常総インターチェンジ」の運営を開始した。また、2024年11月23日にオープンした天然温泉施設＋サウナスパリゾート施設である「常総ONSEN&SAUNA『お湯むすび』」の運営も行っている。
2025年1月からマリッサリゾート サザンセト周防大島を舞台にした新CM「こんなリゾートあったんだ！ 冬編」の放映を開始した。出演は玉井らん、いずみかわみほ、さかたりさで、制作は東通企画。

## 運営施設
- マリッサリゾート サザンセト周防大島
  - 山口県大島郡周防大島町大字平野1347-1
- リヴェルト京都鴨川
  - 京都府京都市上京区青龍町202
- TSUTAYA BOOKSTORE 常総インターチェンジ
  - 茨城県常総市むすびまち3番地（アグリサイエンスバレー常総）